# Spoorlijn Zürich - Winterthur
De spoorlijn Zürich - Winterthur is een Zwitserse spoorlijn gelegen in kanton Zürich.

## Geschiedenis
Het traject Zürich HB - Wipkingen - Oerlikon - Wallisellen - Effretikon - Winterthur was onderdeel van de Zürich-Bodenseebahn
Het traject werd in fases geopend:

### Wipkingerlinie
Het traject tussen Zürich HB - Wipkingen - Oerlikon werd op 26 juni 1856 door Schweizerische Nordostbahn (NOB) geopend.

### Käferberglinie
Het traject tussen Zürich HB - Hardbrücke - Oerlikon werd in 1969 door Schweizerische Bundesbahnen (SBB) geopend. Een onderdeel van dit traject is de 2180 meter lange Käferbergtunnel.

### Flughafenlinie
De Luchthavenlijn tussen Oerlikon - Bassersdorf - Effretikon werd een onderdeel van de rechtstreekse verbinding tussen Zürich HB en Luchthaven Zürich door de Schweizerische Bundesbahnen (SBB) in 1980 geopend.

### Oerlikon - Wallisellen - Effretikon
Het traject tussen Oerlikon - Wallisellen - Effretikon werd op 27 december 1956 door de Schweizerische Nordostbahn (NOB) geopend.

### Oerlikon - Kloten - Bassersdorf
Het traject Oerlikon - Kloten - Bassersdorf werd in 1877 Schweizerische Nationalbahn (SNB) geopend.

### Zürichberglinie
Het traject tussen Zürich HB - Stadelhofen - Dietlikon/Dübendorf werd op 27 mei 1960 door Schweizerische Bundesbahnen (SBB) geopend. Een onderdeel van dit traject is de 2148 meter lange Hirschengrabentunnel en de 4968 meter lange Zürichbergtunnel.

### Effretikon - Winterthur
Het traject tussen Effretikon en Winterthur werd in 1955 door de Schweizerische Nordostbahn (NOB) geopend.

### Durchmesserlinie Zürich

Weinbergtunnel in Zürich

De Durchmesserlinie is een traject tussen Zürisch Oerlikon via de Weinbergtunnel naar Zürich Löwenstrasse en via een viaduckt naar Zürich Altstetten is onderdeel van en wordt de Schweizerische Bundesbahnen (SBB) op 13 december 2015 ingebruik genomen. Een onderdeel van dit traject is de 4800 meter lange Weinbergtunnel.

### Ondernemingen
Door financiële probleem van de Schweizerische Nationalbahn (SNB)
werd in februari 1887 aan de rechtbank uitstel van betaling gevraagd. De rechtbank ontbond on 15 maart 1880 de onderneming waardoor de steden Winterthur, Baden, Lenzburg en Zofingen met een schuld bleven zitten. De bedrijfsvoering door de Schweizerischen Nordostbahn (NOB) overgenomen.
Het traject van de Schweizerische Nordostbahn (NOB) werd in 1902 genationaliseerd en de bedrijfsvoering overgedragen aan de Schweizerischen Bundesbahnen (SBB).

## Treindiensten

### S-Bahn Zürich
De treindiensten van de S-Bahn Zürich worden uitgevoerd door de SBB, THURBO.

### S-Bahn Sankt Gallen
De treindienste van de S-Bahn van Sankt Gallen worden uitgevoerd door de AB, SOB, THURBO.

### SBB
De Schweizerische Bundesbahnen (SBB) verzorgt het intercityverkeer van/naar Zürich / Romandhorn. De treinen zijn in de dienstregeling aangeduid met de letters: IC.

#### TEE
Trans Europ Express (TEE) was de benaming voor een netwerk van luxueuze binnenlandse en internationale sneltreinen in Europa, dat van start ging in 1957.
Het concept was bedacht door F.Q. den Hollander, toenmalig president-directeur van de Nederlandse Spoorwegen.
De TEE Bavaria was in 1969 in het TEE-net opgenomen. Het betrof een opwaardering van de bestaande D-trein met dezelfde naam. Deze was op aandringen van de DB tot stand gekomen omdat ze op de net gemoderniseerde Allgäubahn een TEE wilde hebben in plaats van slechts een gewone D-trein. Door het schrappen van een aantal tussenstops werd de totale reistijd tot iets meer dan vier uur teruggebracht.

#### Euro City
Op 31 mei 1987 richtten de spoorwegmaatschappijen van de Europese Unie, Oostenrijk en Zwitserland met 64 treinen het EuroCity-net als opvolger van de Trans Europ Express (TEE) op. In tegenstelling tot de TEE kent de EuroCity naast eerste klas ook tweede klas.
De Euro City Bavaria was de voortgezet als Eurocity. Sinds 2002 rijdt deze trein echter zonder naam tussen Zürich en München.

### Cisalpino
De Cisalpino verzorgt het internationale treinverkeer tussen Schaffhausen - Zürich - Chiasso - Milaan en verder. De treinen zijn in de dienstregeling aangeduid met de letters: CIS of EC.

## Aansluitingen
In de volgende plaatsen was of is er een aansluiting van de volgende spoorweglijnen:

### Zürich HB
Zürich Hauptbahnhof (vaak afgekort als Zürich HB) is het grootste treinstation in Zürich. 

SBB-Bahnhof (spoor 3-18, 21-24, 51-54)
- Bazel - Zürich (SBB), spoorlijn tussen Zürich HB en Bazel
- Zürich - Bülach, spoorlijn tussen Zürich en Bülach
- Zürich - Zug, spoorlijn tussen Zürich en Zug
- Rechter Zürichseelinie (SBB), spoorlijn tussen Zürich HB en Rapperswil
- Linker Zürichseelinie (SBB), spoorlijn tussen Zürich HB en Ziegelbrücke

SZU-Bahnhof (spoor 1-2)
- Sihltalbahn (SZU), spoorlijn tussen Zürich HB en Sihlbrugg
- Uetlibergbahn (SZU), spoorlijn tussen Zürich HB en Uetliberg

### Oerlikon
- Käferberglinie, spoorlijn Zürich HB - Hardbrücke - Oerlikon
- Oerlikon - Kloten - Bassersdorf, spoorlijn tussen Oerlikon - Kloten - Bassersdorf
- Oerlikon - Büchlag, spoorlijn tussen Oerlikon en Büchlag
- Flughafenlinie, spoorlijn tussen Oerlikon - Bassersdorf - Effretikon
- Weinberglinie. Spoorlijn tussen Zürisch HB en Oerlikon via Weinbergtunnel

### Wallisellen
- Spoorlijn Wallisellen - Rapperswil, spoorlijn tussen Wallisellen en Rapperswil

### Dietlikon
- Zürichberglinie, spoorlijn tussen Zürich HB - Stadelhofen - Dietlikon/Dübendorf

### Hürlistein
- Oerlikon - Kloten - Bassersdorf, spoorlijn tussen Oerlikon - Kloten - Bassersdorf
- Flughafenlinie, spoorlijn tussen Oerlikon - Bassersdorf - Effretikon

### Effretiikon
- Effretiikon - Wetzikon, spoorlijn tussen Effretiikon en Wetzikon

### Winterthur
- Winterthur - Etzwilen, spoorlijn tussen Winterthur en Etzwilen
- Rorschach - Winterthur, spoorlijn tussen Rorschach en Winterthur
- Rheinfallbahn, spoorlijn tussen Winterthur en Schaffhausen
- Romanshorn - Winterthur, spoorlijn tussen Romanshorn en Winterthur
- Rorschach - Winterthur, spoorlijn tussen Rorschach en Winterthur
- Winterthur - Rüti, spoorlijn tussen Winterthur en Bauma
- Winterthur - Koblenz, spoorlijn tussen Winterthur en Koblenz

## Elektrische tractie
Het traject werd in 1925 geëlektrificeerd met een spanning van 15.000 volt 16 2/3 Hz wisselstroom.

## Andere lijnen
|         |      | van Stadelhofen                   |                                   |
| KBHFa   | −1,7 | Zürich HB (Gleishalle)            | Zürich HB (Gleishalle)            |
| ABZg+r  |      | Zürich HB (Museumstrasse)         | Zürich HB (Museumstrasse)         |
| HST     | 0,2  | Zürich Hardbrücke                 | Zürich Hardbrücke                 |
| ABZgl   | 0,2  | Bözberglinie naar Altstetten      | Bözberglinie naar Altstetten      |
| BRÜCKE2 |      | Hardturmviadukt 1126 m            | Hardturmviadukt 1126 m            |
| ABZg+l  |      | van Zürich Altstetten             | van Zürich Altstetten             |
| hKRZWae |      | Hardturmviadukt (Limmat) 1126 m   | Hardturmviadukt (Limmat) 1126 m   |
| TUNNEL1 |      | Käferbergtunnel 2119 m            | Käferbergtunnel 2119 m            |
| ABZg+r  |      | Strecke von Zürich HB - Wipkingen | Strecke von Zürich HB - Wipkingen |
| BHF     | 4,7  | Zürich Oerlikon                   | Zürich Oerlikon                   |
| STR     |      | naar Wallisellen/Seebach          | naar Wallisellen/Seebach          |
| STR     |      | naar Glattbrugg/Opfikon/Flughafen | naar Glattbrugg/Opfikon/Flughafen |

| STR           |       | Bözberglinie van Brugg AG   | Bözberglinie van Brugg AG   |
| ABZgr         | 99,0  | Zürich HB (Gleishalle)      | Zürich HB (Gleishalle)      |
| tSTRa         | 99,3  | Vorbahnhoftunnel            | Vorbahnhoftunnel            |
| tBHF          | 99,9  | Zürich HB (Museumstrasse)   | Zürich HB (Museumstrasse)   |
| tSTR          |       | Hirschengrabentunnel 2148 m | Hirschengrabentunnel 2148 m |
| tSTRe         | 101,0 | Rämistrassetunnel           | Rämistrassetunnel           |
| BHF           | 101,6 | Zürich Stadelhofen          | Zürich Stadelhofen          |
| tSTRa         | 102,2 | Kreuzbühlstrassetunnel      | Kreuzbühlstrassetunnel      |
| tABZgr        | 102,3 | naar Zürich Tiefenbrunnen   | naar Zürich Tiefenbrunnen   |
| tSTR          |       | Zürichbergtunnel 4968 m     | Zürichbergtunnel 4968 m     |
| tBHF          | 106,9 | Stettbach                   | Stettbach                   |
| tSTRe         | 107,0 | Sagentobelbachwegtunnel     | Sagentobelbachwegtunnel     |
| hSTRae        |       | Neugutviadukt 920 m         | Neugutviadukt 920 m         |
| STR+l · ABZgr | 108,0 | Verzweigung Neugut          | Verzweigung Neugut          |
| ABZg+l · KRZo | 108,1 | van Wallisellen             | van Wallisellen             |
| BHF · tSTRa   | 109,7 | Dübendorf                   | Dübendorf                   |
| STR · tSTR    |       | Föhrlibucktunnel 199 m      | Föhrlibucktunnel 199 m      |
| STRr · tSTRe  |       | naar Rapperswil             | naar Rapperswil             |
| hSTRae        |       | Weidenholzviadukt 550 m     | Weidenholzviadukt 550 m     |
| ABZg+l        | 109,4 | van Wallisellen             | van Wallisellen             |
| BHF           | 110,2 | Dietlikon                   | Dietlikon                   |
| STR           |       | naar Effretikon             | naar Effretikon             |

| STR     |      | Oerlikon - Bassersdorf - Effretikon | Oerlikon - Bassersdorf - Effretikon |
| STR     |      | van Zürich HB/Altstetten            | van Zürich HB/Altstetten            |
| BHF     | 4,7  | Zürich Oerlikon (Gl. 3 - 6)         | Zürich Oerlikon (Gl. 3 - 6)         |
| STRo    |      | Glattalstrasse 92 m                 | Glattalstrasse 92 m                 |
| ABZgl   | 5,4  | naar Wettingen                      | naar Wettingen                      |
| ABZg+l  | 5,6  | van Wettingen - Seebach             | van Wettingen - Seebach             |
| ABZgl   | 6,6  | traject naar Glattbrugg - Bülach    | traject naar Glattbrugg - Bülach    |
| ABZgl   | 6,7  | naar Bassersdorf                    | naar Bassersdorf                    |
| TUNNEL2 |      | Opfikertunnel 299 m                 | Opfikertunnel 299 m                 |
| KRZu    |      | Opfikon                             | Opfikon                             |
| tSTRa   |      | Flughafentunnel 1215 m              | Flughafentunnel 1215 m              |
| tBHF    | 9,5  | Luchthaven Zürich                   | Luchthaven Zürich                   |
| tSTRe   |      | Hagenholztunnel 2837 m              | Hagenholztunnel 2837 m              |
| ABZg+l  |      | van Oerlikon - Kloten               | van Oerlikon - Kloten               |
| DST     | 13,4 | Dorfnest                            | Dorfnest                            |
| BHF     | 14,8 | Bassersdorf                         | Bassersdorf                         |
| ABZg+r  |      | van Wallisellen / Stettbach)        | van Wallisellen / Stettbach)        |
| DST     |      | Hürlistein                          | Hürlistein                          |
| BHF     | 16,8 | Effretikon                          | Effretikon                          |
| ABZgr   |      | naar Winterthur                     | naar Winterthur                     |

| STR    |      | Oerlikon - Kloten - Bassersdorf     | Oerlikon - Kloten - Bassersdorf     |
| BHF    | 4,7  | Zürich Oerlikon (spoor 3-6)         | Zürich Oerlikon (spoor 3-6)         |
| STRo   |      | Brücke Glattalstrasse 92 m          | Brücke Glattalstrasse 92 m          |
| ABZgl  | 5,4  | naar Seebach - Wettingen            | naar Seebach - Wettingen            |
| hSTRae |      | Schärenmoosviadukt 647 m bzw. 561 m | Schärenmoosviadukt 647 m bzw. 561 m |
| ABZg+l |      | van Wettingen - Seebach             | van Wettingen - Seebach             |
| ABZgl  | 5,6  | traject naar Glattbrugg - Bülach    | traject naar Glattbrugg - Bülach    |
| ABZgr  | 6,7  | naar Zürich Flughafen - Bassersdorf | naar Zürich Flughafen - Bassersdorf |
| tSTRa  |      | Opfikontunnel 257 m                 | Opfikontunnel 257 m                 |
| tHST   | 7,2  | Opfikon                             | Opfikon                             |
| tSTRe  |      |                                     |                                     |
| KRZo   |      | Überwerfung en Glattbrücke ? m      | Überwerfung en Glattbrücke ? m      |
| HST    | 8,8  | Balsberg                            | Balsberg                            |
| BHF    | 10,0 | Kloten                              | Kloten                              |
| ABZg+r |      | van Zürich Flughafen                | van Zürich Flughafen                |
| DST    | 13,4 | Dorfnest                            | Dorfnest                            |
| BHF    | 14,8 | Bassersdorf                         | Bassersdorf                         |
| STR    |      | naar Effretikon                     | naar Effretikon                     |